# Utsuro-bune

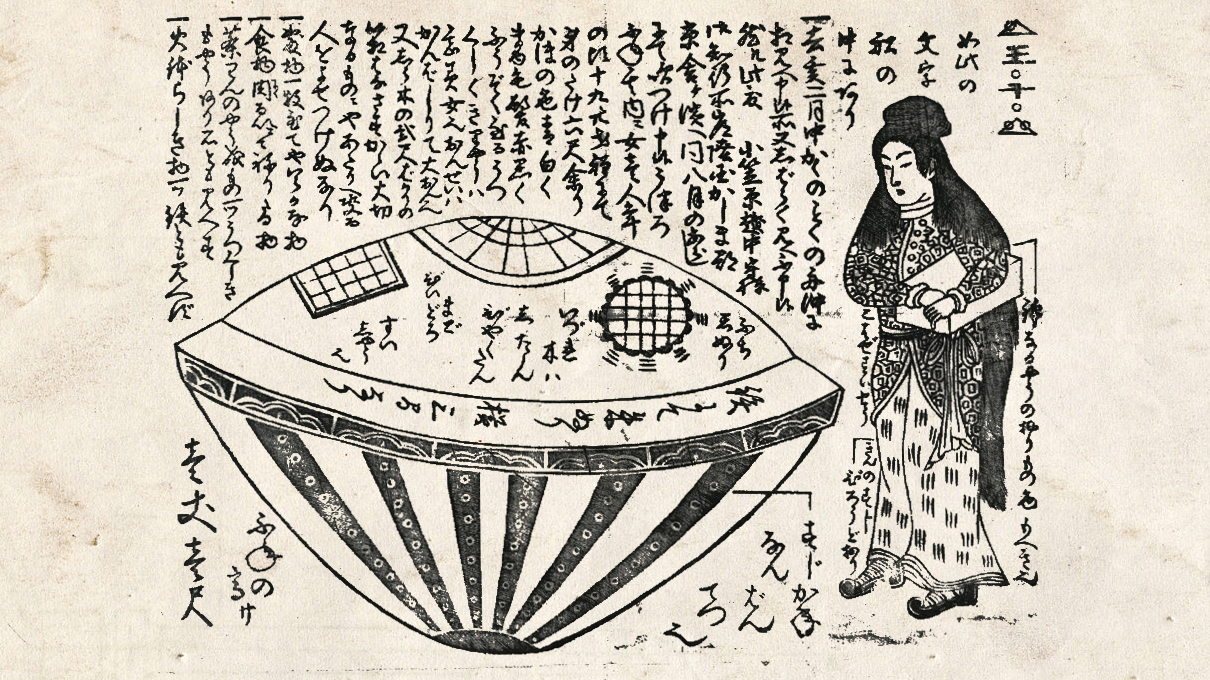
Utsuro-bune; Darstellung aus dem frühen 19. Jahrhundert

Utsuro-bune, Utsuro-fune oder seltener Utsubo-fune (japanisch 虚舟, うつろ舟 (utsuro-~), うつぼ舟 (utsubo-~), zu deutsch „Hohles Schiff“) ist die Bezeichnung für ein Boot oder Schiff, das nach einer Legende Anfang des Jahres 1803 an der japanischen Küste strandete.
Dieser Legende zufolge beobachteten ortsansässige Fischer ein auf dem Meer treibendes fremdartiges Boot. Bei genauerer Untersuchung entdeckten sie im Inneren des Utsuro-bune eine schöne junge Frau von fremdartiger Erscheinung. Wegen ihrer Scheu vor Fremden und aufgrund von Verständigungsproblemen beschlossen die Fischer, die Frau und ihr Boot wieder auf das Meer treiben zu lassen. Die Geschichte des Utsuro-bune wurde erstmals 1925 vom japanischen Ethnologen Yanagita Kunio (柳田 國男) untersucht, ein zweites Mal im Jahr 1962. Ein drittes Mal wurde die Geschichte 1997 von Professor Tanaka Kazuo (田中 嘉津夫) überprüft. Beide Gelehrte bewerten die Erzählung vom Utsuro-bune als Folklore. Sie weisen außerdem darauf hin, dass Utsuro-bune auch in zahlreichen anderen Sagen vorkommen.
Die Legende ist auch unter Anhängern von Hypothesen über den extraterrestrischen Ursprung von UFOs verbreitet und wird von diesen als historischer Beleg für Begegnungen der dritten Art in früherer Zeit angesehen.

## Historische Quellen
Die bekanntesten Legenden von Utsuro-bune finden sich unter anderem in:
- Toen shōsetsu (兎園小説; „Geschichten vom Kaninchengarten“) von Kyokutei Bakin aus dem Jahre 1825, heute im Besitz der Bibliothek der Tenri-Universität in Tenri, Präfektur Nara.[1][2]

- Hyōryū-ki-shū (漂流紀集, „Gesammelte Aufzeichnungen über Gestrandete“), die nach 1835 von einem unbekannten Autor verfasst wurde und sich heute in der Privatbibliothek Iwase-Bunko-Toshokan (岩瀬文庫図書館) der Stadt Nishio befindet.[3][1]

- Ume-no-chiri (梅の塵; „Der Staub der Pflaume“) von Nagahashi Matajirōs (長橋 亦次郎) aus dem Jahr 1844, das heute in der Bibliothek Mukyū-Kai-Toshokan von Machida (Präfektur Tokio) aufbewahrt wird[1][2]

In Kyokutei Bakins Toen  shōsetsu findet sich die ausführlichste Schilderung der Geschichte, im Ume-no-chiri eine etwas verkürzte und leicht abgeänderte Version desselben Vorfalls.

## Überlieferung
Toen shōsetsu

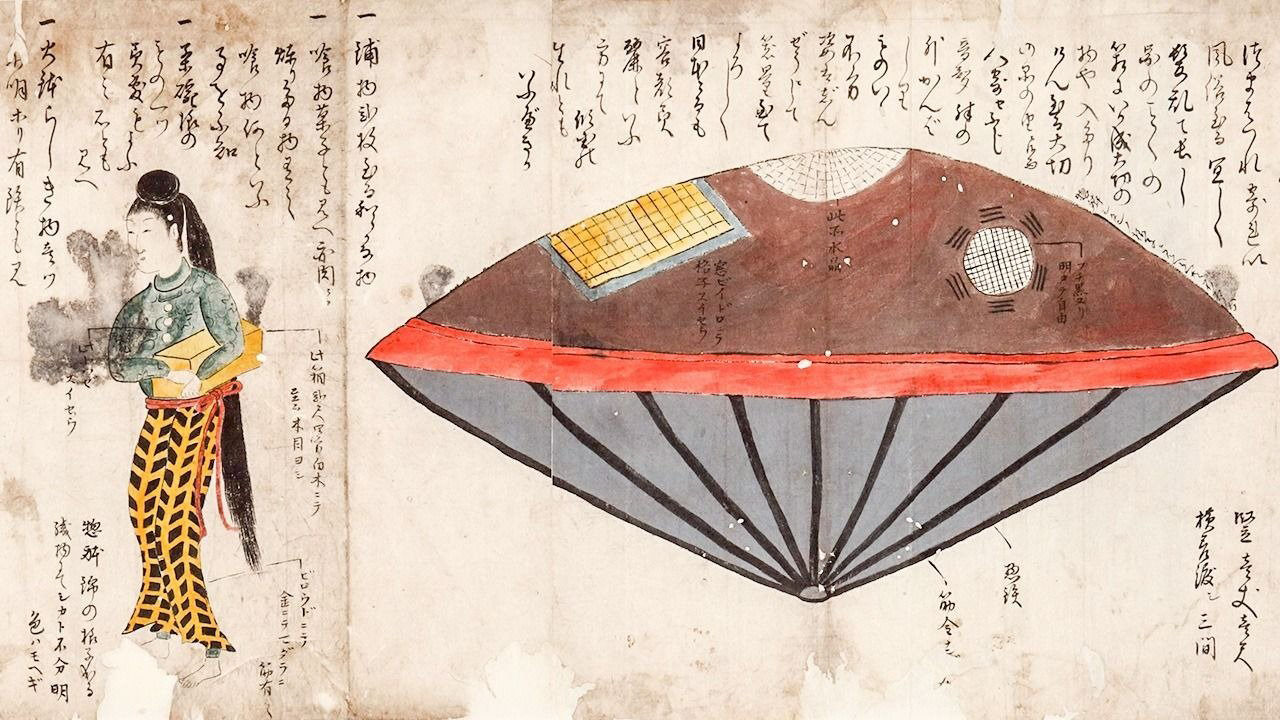
Utsurobune-Darstellung von Manjudō.

„Der Vorfall ereignete sich am 22. Februar im Frühling des Jahres 1803. Auf dem Meer vor einem Strand mit dem Namen Hara-yadori (はらやどり) auf dem Gebiet des Provinzgouverneurs Ogasawara Nagashige (小笠原 長重), einem Yoriai-seki des Tokugawa-Shōgunats mit 4000 Koku Einkommen, wurde vom Ufer aus ein Boot gesichtet. Die Fischer brachten das Boot an den Strand. Es war rund und erinnerte in seiner Form an eine Art Kōhako, ein Weihrauchbrenner. Sein Durchmesser betrug mehr als 3 Ken (ca. 5,4 m). Auf dem oberen Teil des Bootes befanden sich vergitterte Fenster, die mit einer Art Gummi abgedichtet waren. Der Boden des Schiffes war mit eisernen Platten verstärkt, die es vor der Zerstörung durch Felsen schützen sollten. Da die Fenster durchscheinend waren, konnten die Menschen ins Innere sehen, wo sie eine Frau mit fremdartiger Erscheinung sahen. Ihr Haar und ihre Augenbrauen waren rot und ihr Gesicht rosa. Es erschien, als sei langes, weißes Haar ihrem natürlichen Haar hinzugefügt worden. Ihr langes Haar könnte aus Fell oder geflochtenen Strängen sein. Die Art der Frisur kann in keiner Literatur gefunden werden. Weiter, da ihre Sprache von niemandem verstanden wurde, konnte sie niemand nach ihrer Herkunft fragen. Die fremde Frau hielt eine quadratische Schachtel in der Hand, deren Größe etwa 2 Shaku (ca. 60 cm) betrug. Es schien, als wäre diese Schachtel für sie sehr wichtig, da die Frau sie ständig festhielt und niemanden erlaubte, sich ihr zu nähern. Die Sachen im Inneren des Bootes wurden von den Menschen untersucht. Da gab es 2 Shō Wasser (ca. 3,6 l) in einer kleinen Flasche. Es gab zwei Schlafmatten, eine Art Kuchen und eine Art geknetete Nahrung. Während die Menschen diskutierten, was mit dem Boot geschehen solle, beobachtete die Frau sie friedlich. Ein alter Mann aus dem Ort sagte: ‚Diese Frau könnte die Tochter eines Königs in einem fernen Reich sein, welche in ihrer Heimat heiratete. Aber nach ihrer Hochzeit liebte sie einen anderen Mann und dieser Liebhaber wurde zur Strafe getötet. Da sie hingegen eine Prinzessin war und hohe Sympathie genoss, blieb sie von der Todesstrafe verschont. Stattdessen wurde sie in das Utsuro-bune gesperrt und im Meer ausgesetzt, um sie ihrem Schicksal zu überlassen. Wenn diese Schlussfolgerung zutreffend sein sollte, befindet sich in der quadratischen Box der abgetrennte Kopf ihres Liebhabers. In der Vergangenheit war an einem nahegelegenen Strand ein ähnliches Boot mit einer Frau darin an Land gespült worden. Bei diesem Vorfall war ein abgetrennter Kopf im Innern des Bootes entdeckt worden und er war an einer Art von Brett befestigt gewesen. Ausgehend von dieser Information aus zweiter Hand, könnte der Inhalt der Box ein ganz ähnlicher sein. Das würde freilich erklären, warum der Kasten für die Frau so wichtig ist und sie diese ständig in ihren Händen hält. Es würde viel Geld erfordern, diese Frau und ihr Boot zu erforschen. Da es aber offenkundig üblich ist, solcherlei Boote auf hoher See auszusetzen, sollten wir die Frau zurück ins Boot bringen und fortschicken. Aus menschlicher Sicht mag es grausam erscheinen, aber es scheint dennoch vorbestimmtes Schicksal zu sein‘. Und so kamen die Fischer zu ihrem Entschluss und setzten die Frau wieder in ihrem Boot im Meer aus, wo es davontrieb.“

Ume-no-chiri

„Am 24. März 1803 wurde am Strand Haratono (原舎浜, はらとのはま, Haratono-hama) in der Provinz Hitachi ein fremdartiges Boot an Land getrieben. Die Form des Bootes erinnerte an einen Reiskochtopf, es hatte um den mittleren Teil einen verstärkten Ring, oberhalb des Ringes war das Boot mit schwarzer Farbe bestrichen und hatte vier kleine Fenster auf vier Seiten. Die Fenster waren vergittert und mit einer Art Kiefernharz abgedichtet. Der untere Teil des Bootes war mit stählernen Planken verstärkt, die aussahen wie westliches Eisen von höchster Qualität. Die Höhe des Bootes betrug 1 Shō und 2 Shaku (ca. 3,64 m) und der Durchmesser 1 Shō und 8 Shaku (ca. 5,45 m). Eine Frau (oder ein Mädchen) wurde im Inneren des Bootes gefunden, die um die 20 Jahre alt war. Sie war ca. 5 Shaku (1,5 m) groß und ihre Haut war weiß wie Schnee. Ihr langes Haar hing ihr dicht über den Rücken. Ihr Gesicht war unvergleichlich schön. Ihre Kleidung war fremdartig und nicht identifizierbar und ihre Sprache konnte von niemandem verstanden werden. Sie hatte eine kleine Schachtel in den Händen, die niemand berühren durfte. Im Boot waren zwei Teppiche, sehr weich und von unbekanntem Typ. Es gab auch eine Art von Kuchen, geknetetes Essen und eine Art von Fleisch. Eine Tasse mit wunderbarem Design fand sich dort, aber niemand erkannte es wieder.“

Unter dem Text ist die Information angefügt: „Haratono-hama ist ein Gebiet des Herrn Ogasawara Izumi (小笠原泉).“

### Weitere, ähnliche Schriftstücke
Es existieren weitere Schriftstücke, so zum Beispiel Hirokata Zuihitsu (弘賢随筆) und Ōshu Kuzakki (鶯宿雑記). In den Jahren 2010 und 2012 wurden weitere Dokumente aus der Edo-Epoche entdeckt, die von Professor Tanaka untersucht wurden. Beide Berichte decken sich inhaltlich mit der Überlieferung aus Toen shōsetsu. Allerdings geben sie als Ortsnamen des Ereignisschauplatzes Minato Bōshū (港房州; „Hafen von Bōshū“) an.

### Utsuro-bune in anderen Legenden
Eine in Japan sehr bekannte Sage ist jene vom Ursprung der Familie Kawano in der Provinz Iyo. In dieser Erzählung hatte ein Fischer namens Wakegorō (和気五郎) von der Gogo-Insel (興居島) ein Mädchen im Alter von zwölf bis dreizehn Jahren in einem Utsuro-bune auf hoher See gefunden und an Land gebracht. Das Mädchen hätte angegeben, eine chinesische Prinzessin zu sein, welche vor dem Jähzorn und der Rachsucht ihrer Stiefmutter geflohen sei. Der Fischer nannte das Mädchen „Prinzessin Wake“ (和気姫, Wake-hime) und zog sie groß. Wake heiratete einen kaiserlichen Prinzen in der Provinz Iyo und gebar Ochimiko (小千御子), den Stammvater der Kawano-Familie. Diese Prinzessin wird noch heute im Wakehime-Schrein (和気比売神社, Wakehime-jinja) in der Siedlung Funakoshi (船越) auf dieser Insel verehrt. Es heißt noch heute, sie habe die ersten Seidenkokons nach Japan gebracht.

## Hintergründe

Weitere Darstellung des Utsuro-bune (um 1825)

### Ufologie
In der modernen, insbesondere westlichen Subkultur, vor allem in der Ufologie, wird das geheimnisvolle Utsuro-bune gern als Gegenstand und Beweis frühzeitlicher Begegnungen der Dritten Art in Japan herangezogen. In erster Linie gründen die Theorien auf den teils kolorierten, teils schwarz-weiß gehaltenen Abbildungen, die angeblich große Ähnlichkeiten mit modernen Ufo-Beschreibungen „fliegender Untertassen“ aufweisen sollen. Ufo-Gläubige argwöhnen, dass es sich bei dem Utsuro-bune um ein sogenanntes „Uso (Unbekanntes Submarines Objekt)“ handelte. Des Weiteren wird auf die unbekannten Schriftzeichen verwiesen, die denen aus modernen Ufo-Begegnungen verblüffend ähnlich sein sollen, besonders jenen aus dem sogenannten „Rendlesham-Vorfall“ in Großbritannien. Auch der geheimnisvolle Kasten, den die fremdartige Frau so achtsam hütete, steht im Interesse der Ufologie. Befürworter der These um Begegnungen der Dritten Art wollen in dem Kasten ein technisches Gerät erkannt haben. Auch auf die fremdartige Erscheinung und unbekannte Sprache der Frau wird wiederholt hingewiesen. Die von Historikern und Ethnologen angeführten Darlegungen hierzu werden dabei meist bewusst ignoriert.

### Historische Forschungen
Bereits der Schriftsteller Kyokutei Bakin (1767–1848) machte verschiedene Anmerkungen zu dem Text. Zur Haarfarbe bemerkte er: „In einem Buch mit dem Titel Roshia bunkenroku (魯西亜聞見録; „Aufzeichnungen von Gehörtem und Gesehenem aus Russland“, Autor: Kanamori Kinken) finden wir folgenden Satz: ‚Der Schnitt weiblicher Kleider ist zylindrisch und der Durchmesser nimmt oberhalb der Hüfte zunehmend ab. Die Farbe ihrer Frisur ist mit weißem Puder gefärbt.‘ Nach diesem Satz zu urteilen, könnte das weiße Haar der Frau mit Puder gefärbt sein und sie könnte eine Frau sein, die in einer russischen Kolonie lebt. Weitere, detaillierte Studien sind erforderlich.“ Zum Wasser, das im Inneren des Bootes gefunden wurde, schreibt er: „In einem anderen Buch wurde ein anderes Wort gebraucht, 2 Tō (36 L) anstelle von 2 Shō und anstelle ‚kleine Flasche‘ das Kanji für ‚große Flasche‘.“ Zu den unbekannten Symbolen im Innern des Utsuro-bune äußerte er sich wie folgt: „Viele ausländische Schriftzeichen wurden im Inneren des Bootes gefunden. Ich fand ähnliche Schriftzeichen an einem britischen Schiff, das kürzlich an der japanischen Küste vor Uraga erschienen war. Nach dieser Beobachtung könnte die Frau eine britische, bengalische oder amerikanische Prinzessin sein. Keiner weiß es genau. Die Frau und das Boot wurden von Menschen gezeichnet, die Interesse an dem Vorfall hatten und (diese Zeichnungen) sind in Abbildung 2 wiedergegeben. Ich bin etwas enttäuscht, da die Illustrationen und der Text nicht übereinstimmen. Wenn irgendjemand etwas über den Vorfall weiß, möchte er es mich wissen lassen.“

### Moderne Erforschung
Im Jahr 1997 untersuchte der japanische Professor für Elektronik- und Computerentwicklung, Tanaka Kazuo, von der Gifu-Universität die Dokumente. Die von Anhängern der Ufo-Theorie oft angeführten Vergleiche des Utsuro-bune mit Ufos moderner Sichtungen hält Tanaka für haltlos, da das Utsuro-bune der Legende nicht fliegt und auch sonst keinen eigenen Antrieb, geschweige denn technische Gerätschaften aufweist. Er kommt stattdessen zu dem Schluss, dass die Geschichte vom Utsuro-bune eine Mischung aus volkstümlicher Überlieferung und Einbildung ist. Er stützt sich dabei auf die Darlegungen des Ethnologen Yanagita Kunio, der die Geschichte des Utsuro-bune bereits in den Jahren 1925 und 1962 untersucht hatte.
Yanagita hatte nachgewiesen, dass Legenden, die derjenigen des Utsuro-bune ähnlich sind, auch in anderen Landesteilen und bereits zu früheren Zeiten (also vor 1800) verbreitet waren. Yanagita verwies auch auf die Legende der Prinzessin Wake.
Aus der Arbeit Yanagitas zitiert Kazuo noch ein in Kyūshū überliefertes Lied, dessen Strophen viele Sätze enthalten, die denen im Bericht Kyokuteis sehr ähnlich sind. In den meisten der von Yanagita gefundenen Varianten der Geschichte wird die aufgefundene Frau, beziehungsweise das Mädchen, wieder im Meer ausgesetzt, so dass eine Überprüfung durch Dritte nicht mehr möglich war. Für bedeutsam hielt Yanagita auch die Tatsache, dass die Erscheinung der Frau im Utsuro-bune stark auf eine weiße, westliche Frau hindeutet und die Japaner der Edo-Zeit sich vor den westlichen Ländern wie Russland, England und den USA fürchteten. Er verweist auch auf die unbekannten Schriftzeichen, die angeblich innerhalb und außerhalb des Utsuro-bune entdeckt wurden und in diversen Darstellungen zu finden sind. Da Yanagita diese Schriftzeichen trotz intensiver Recherche in keiner bekannten Kultur finden konnte, schloss er daraus, dass sie frei erfunden sein mussten. Yanagitas Abschlussbericht von 1962 zufolge war das fragliche Schiff in den ältesten Varianten der Legende ein einfaches rundes Korbboot, wie es auch heute noch im südlichen Asien benutzt wird. Zudem führte er an, dass runde Boote an sich auch in Japan nichts Ungewöhnliches gewesen seien, erst die westlichen Details wie Fenster aus Glas und metallene Schutzplatten ließen das Rundboot exotisch erscheinen. Diese fantastisch wirkenden Details wurden wohl deshalb hinzugedichtet, weil Skeptiker die Stabilität und Seetauglichkeit eines bescheidenen Korbboots anzweifeln würden. Ein stahlverstärktes und mit Glasfenstern ausstaffiertes Utsuro-bune hingegen würde stabil genug sein, um über größere Strecken auf hoher See dahinzutreiben.

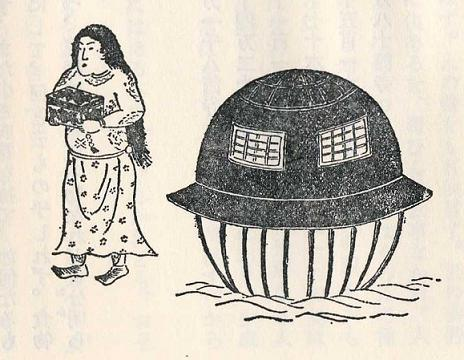
Weitere, stark abweichende Darstellung

Professor Tanaka untersuchte über die volkskundlichen Überlieferungen hinaus weitere Details der Geschichte. Die Ortsnamen, „Haratono-hama“ und „Harayadori“, verweisen demnach auf eine Lage am Meer. Hama (浜) bedeutet „Strand“ und Yadori (宿り) kann in der Bedeutung von „Hafen“ gelesen werden. Die östliche Grenze der Provinz Hitachi, die heutige Präfektur Ibaraki, grenzt direkt an den Pazifischen Ozean. Also müsste sich nach Tanaka ein Beleg dafür finden lassen, dass ein Ort namens „Haratono-hama“ bzw. „Harayadori“ an der Küste Hitachis im Japan des Jahres 1803 existiert hatte. Reale Orte mit diesen Namen gab und gibt es jedoch in ganz Japan nicht. Die erste vollständige Kartographierung Japans erfolgte zwar erst 1907, aber bereits während der Herrschaft der Tokugawa-Dynastie (1603–1868) hatte es umfangreiche Aufzeichnungen geographischer Namen gegeben. Wenn sich der Name eines Ortes geändert haben sollte, ließen sich die älteren Namen leicht in den weitgehend erhaltenen Dokumenten finden. Tanaka merkt dazu an, dass es verwunderlich ist, dass ein Ort, an dem sich ein solch bemerkenswerter Vorfall wie der des Utsuro-bune ereignet haben soll, einfach in Vergessenheit geraten sein sollte. Weiter hält Tanaka fest, dass der Name Osagawara der Name eines Clans von Hatamoto-Samurai im Dienst der Tokugawa-Shōgun war. Die biographischen Daten der Hatamoto-Samurai wurden umfassend überliefert und die entsprechenden Dokumente seien veröffentlicht. Ein Ogasawara Izumi ist darin aufgeführt, aber dessen Ländereien befanden sich nicht in der Provinz Hitachi. Der Name Ogasawara Etchū no Kami findet sich ebenfalls in den Listen. 1799 wird er als „Yoriai“ im Dienst des Bakufu mit einem Einkommen von 4500 Koku beschrieben. Seine Ländereien lagen zwar tatsächlich in der Provinz Hitachi, jedoch alle im Binnenland und sie hatten keine Verbindung zum Meer. Darüber hinaus kann auf seinen Ländereien kein Ort identifiziert werden, dessen Name an „Haratono-hama“ bzw. „Harayadori“ erinnern würde.
Ein gewichtiges Argument für Tanakas Schlussfolgerung, dass die Geschichte reine Erfindung ist, liegt in der besonderen Bedeutung der Provinz Hitachi. Diese lag nicht weit von Edo entfernt am Pazifischen Ozean. Provinz Hitachi und die Küste hatten eine wichtige, strategische Bedeutung für die Sicherheit des Bakufu. Daher war auch der größte Teil des östlichen Hitachi als Lehen an den Mito-Zweig der Tokugawa vergeben. Seiner Meinung nach wäre es völlig abwegig anzunehmen, dass ein solch bedeutsamer Vorfall, nämlich Landgang einer fremden Person, von den Behörden unbemerkt geblieben sein könnte und nicht aufgezeichnet wurde. Aber er ist in keinem Dokument erwähnt, anders dagegen zum Beispiel die Ankunft zweier britischer Walfangschiffe in Ōtsu-hama in der Provinz Hitachi im Jahr 1824.
Ergänzend macht Tanaka geltend, dass die Menschen der Edo-Periode ein umfangreiches und intensives Interesse an paranormalen Dingen wie Geistern, Kugelblitzen und Ungeheuern hegten, sodass Fantasie-Romane entsprechend beliebt und geläufig waren. Daher erscheint auch eine mythische Geschichte wie die des Utsuro-bune für Tanaka wenig überraschend oder verwunderlich.
Tanaka Kazuo weist abschließend auf Schwierigkeiten hinsichtlich der korrekten Lesung von Orts- und Personennamen hin. In moderner Transkription werden die Kanji (原舎) als Harasha gelesen. Kazuo erklärt in der Anmerkung 2 seines Textes, dass im Toen Shōsetsu der Ortsname in Kana geschrieben ist und Hara-yadori heißt. Im Ume no Chiri sind Kanji mit Furigana angegeben und dort heißt der Ort Haratono-hama. Allerdings könnten die beiden Kanji für Haratono auch als Hara-yadori gelesen werden. Tanaka geht daher davon aus, dass die unterschiedlichen Namen den gleichen Ort bezeichnen. Die Transkription von 原舎ヶ浜 auf der Schriftrolle des Hyōryū Kishū als Harasha-ga-hama beruht gemäß seinen Untersuchungsergebnissen auf der Unkenntnis der ursprünglichen Lesung und müsste Haratono-ga-hama heißen. Tanaka weist zusätzlich darauf hin, dass der Begriff Utsuro (うつろ) übersetzt „leer“ oder „verlassen“ bedeutet, der Begriff Utsubo (うつぼ) wurde ursprünglich für den geflochtenen Pfeilköcher der Samurai benutzt. Beide Wörter wurden aber auch für Hohlräume in alten, heiligen Bäumen gebraucht. Das Wort fune (舟) bedeutet schlicht „Schiff“ oder „Boot“. Zusammengesetzt bedeutet Utsuro-bune/-fune oder Utsubo-fune somit „Hohles Schiff“.

## Utsuro-bune in Mangas und Animes
Utsuro-bune sind ein beliebtes Motiv in verschiedenen Manga- und Animeserien und -filmen. So zum Beispiel in Mononoke, ein mehrteiliger Anime, der von einem Reisenden handelt, den alle nur als „Medizinverkäufer“ kennen. In den Folgen 3–5, welche die Geschichte Umibōzu erzählen, ist ein Utsuro-bune in Gestalt eines verzierten und versiegelten, innen ausgehöhlten Baumstamms der Hauptgegenstand. Auch in „Mononoke“ ist im Utsuro-bune eine junge Frau eingeschlossen, allerdings ist sie bereits tot. Sie war bestimmten Meeresdämonen geopfert worden.